# Кантоне, Раффаэле
Раффаэле Кантоне (итал. Raffaele Cantone; род. 24 ноября 1963, Неаполь) — итальянский юрист, председатель Национального антикоррупционного управления (2014—2019).

## Биография
В 1986 году с отличием окончил юридический факультет Неаполитанского университета и остался в аспирантуре, специализируясь на уголовном праве и процессе.
С 1991 года работал в правоохранительной системе, в 1999 году стал помощником прокурора Неаполитанского суда, затем до 2007 года работал в Неаполитанском окружном управлении по борьбе с мафией. В 2011 году назначен в состав специальной комиссии, подготовившей для правительства Монти предложения по борьбе с коррупцией, 18 июня 2013 года премьер-министр Энрико Летта ввёл Кантоне в состав целевой группы, которой была поставлена задача подготовить предложения по повышению эффективности борьбы с организованной преступностью. 27 марта 2014 года премьер-министр Маттео Ренци назначил его руководителем новой структуры — Национального антикоррупционного управления (итальянская аббревиатура — ANAC). Комиссия Сената по конституционным вопросам утвердила назначение единогласно.
23 июля 2019 года ушёл в отставку с поста руководителя ANAC.
17 июня 2020 года Высший совет магистратуры большинством голосов 12 против 8 при поддержке представителей Движения пяти звёзд, партии «Вперёд, Италия» и Лиги Севера одобрил назначение Кантоне на должность прокурора Перуджи. 29 июня он вступил в должность.

## Труды

### Книги
- Solo per giustizia: vita di un magistrato contro la camorra, Milano, Arnoldo Mondadori Editore, 2008, ISBN 978-88-04-58011-9.
- Il farmacista Mascolo, in La ferita. Racconti per le vittime innocenti di camorra, Napoli, Ad est dell’equatore, 2009, ISBN 978-88-95797-10-6.
- I gattopardi: uomini d’onore e colletti bianchi: la metamorfosi delle mafie nell’Italia di oggi, Milano, Mondadori, 2010, ISBN 978-88-04-60327-6.
- Operazione Penelope: perché la lotta alla criminalità organizzata e al malaffare rischia di non finire mai, Milano, Mondadori, 2010, ISBN 978-88-04-62138-6.
- Football clan: perché il calcio è diventato lo sport più amato dalle mafie, con Gianluca Di Feo, Milano, RCS MediaGroup, 2012, ISBN 978-88-17-05900-8.
- I Casalesi. Nascita ed evoluzione, in Atlante delle mafie, Cosenza, Rubbettino Editore, 2012, ISBN 978-88-498-3424-6.
- Il collega che avrei voluto conoscere, in Dove Eravamo. Vent’anni dopo Capaci e via D’Amelio, Napoli, Caracò Editore, 2012, ISBN 978-88-97567-08-0.
- Il male italiano. Liberarsi dalla corruzione per cambiare il paese, con Gianluca Di Feo, Milano, Rizzoli, 2015, ISBN 978-88-17-07426-1.
- La corruzione spuzza. Tutti gli effetti sulla nostra vita quotidiana della malattia che rischia di uccidere l’Italia, con Francesco Caringella, Milano, Mondadori, 2017, ISBN 9788804673002.
- La corruzione spiegata ai ragazzi che hanno a cuore il futuro del loro paese, con Francesco Caringella, Milano, Mondadori, 2018. ISBN 8804686065; ISBN 9788804686064
- Corruzione e anticorruzione. Dieci lezioni, con Enrico Carloni, Feltrinelli, 2018. EAN 9788807173448

### Монографии
- 7: I delitti contro l’amministrazione della giustizia e i delitti contro il sentimento religioso e la pietà dei defunti, curatela con Maria Grazia Rosa e Carmelo Sgroi, Milano, Giuffrè, 2000, ISBN 88-14-08232-4.
- Il giusto processo: commento organico alla L. 1 marzo 2001, n.63, Napoli, Edizioni Giuridiche Simone, 2001, ISBN 88-244-9816-7.
- I reati fallimentari, Napoli, Edizioni Giuridiche Simone, 2001, ISBN 88-244-9643-1.
- La prova documentale, Milano, Giuffré, 2004, ISBN 88-14-11234-7.
- La nuova Autorità nazionale anticorruzione, curatèla con Francesco Merloni, Torino, Giappichelli, 2015, ISBN 978-88-7524-231-2.
- Codice dell’anticorruzione e della trasparenza, Maggioli, 2018 (con Francesco Merloni) ISBN 978-88-916-3023-0.